# Michael Eissenhauer

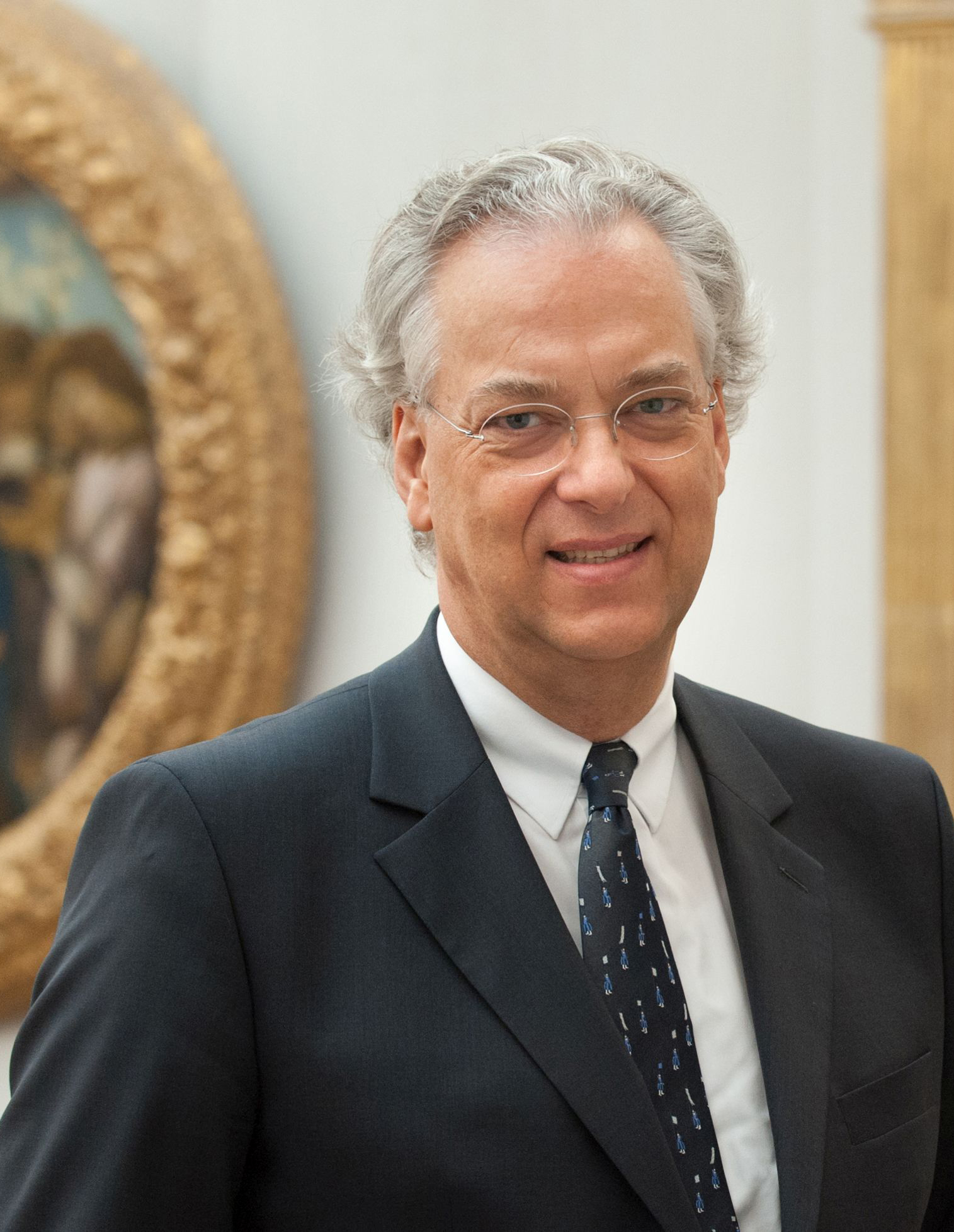
Michael Eissenhauer in der Berliner Gemäldegalerie, 2015

Michael Eissenhauer (* 28. November 1956 in Stuttgart) ist ein deutscher Kunsthistoriker und war von 2008 bis 2022 Generaldirektor der Staatlichen Museen zu Berlin.

## Leben
Nach seinem Abitur im Jahre 1975 absolvierte Michael Eissenhauer bis 1977 eine Ausbildung zum Möbelschreiner und studierte danach bis 1985 Kunstgeschichte, Klassische Archäologie und Deutsche Literaturwissenschaft in Tübingen und Hamburg. Sowohl den Magister (1983) als auch die Promotion (1985) erlangte er an der Universität Hamburg. Nach einem wissenschaftlichen Volontariat am Germanischen Nationalmuseum in Nürnberg (1987–1989) und seiner Tätigkeit als Wissenschaftler am Deutschen Historischen Museum in Berlin (1989–1990) war er von 1991 bis 1995 Kurator am Germanischen Nationalmuseum in Nürnberg.
Von 1995 bis 2001 war er Direktor der Kunstsammlungen der Veste Coburg, anschließend bis 2008 Direktor der Museumslandschaft Hessen Kassel (vormals Staatliche Museen Kassel), die unter seiner Leitung neu strukturiert und umfangreich erweitert wurden.
Michael Eissenhauer war von 2002 bis 2007 Mitglied im Vorstand von ICOM Deutschland und von 2003 bis 2010 Präsident des Deutschen Museumsbundes. Von 2009 bis 2022 war er Mitglied im Kunst- und Ausstellungsausschuss des Auswärtigen Amtes sowie in der Programmkommission des Martin-Gropius-Baus. Seit 2009 ist er im Kuratorium des Kulturfonds Frankfurt RheinMain.
Der Stiftungsrat der Stiftung Preußischer Kulturbesitz berief Michael Eissenhauer im Dezember 2007 als Nachfolger von Peter-Klaus Schuster zum Generaldirektor der Staatlichen Museen zu Berlin. Er wurde am 31. Oktober 2008 in dieses Amt eingeführt, das er bis zu seinem Eintritt in den Ruhestand Ende September 2022 ausübte. Vom 1. August 2016 bis zum 21. Januar 2021 übernahm er zusätzlich das Amt des Direktors der Gemäldegalerie sowie der Skulpturensammlung und des Museums für Byzantinische Kunst der Staatlichen Museen zu Berlin. In seiner Amtszeit als Generaldirektor wird er einerseits als „Kulturmanager“ wahrgenommen andererseits bräuchten die Staatlichen Museen zu Berlin aber „einen Gestalter, keinen Verwalter“.
Seit dem Wintersemester 2012/13 lehrt Michael Eissenhauer am Institut für Kunst- und Bildgeschichte der Humboldt-Universität zu Berlin. Von dieser wurde er im Jahr 2016 zum Honorarprofessor ernannt.

## Veröffentlichungen (Auswahl)
- Die Hamburger Wohnstiftungen des 19. Jahrhunderts: „Ein Denkmal, welches theilnehmende Liebe gestiftet hat …“ (= Arbeitshefte zur Denkmalpflege in Hamburg. Nr. 9). Christians, Hamburg 1987, ISBN 3-7672-1010-X (Dissertation).
- Das Humboldt-Forum im Schloss: Konzept und Ansatz. In: Museumskunde. Kulturelles Erbe und Transformation – Fünf Perspektiven. Band 75, Nr. 2, 2010, ISSN 0027-4178, S. 20–24.
- Michael Eissenhauer (Hrsg.): Museumsinsel Berlin. Hirmer, München 2012, ISBN 978-3-7774-4901-2.
- Michael Eissenhauer: Schutzstatus für wertvolles Kulturgut. In: Olaf Zimmermann und Theo Geißler (Hrsg.): Altes Zeug. Beiträge zur Diskussion zum nachhaltigen Kulturgutschutz. Berlin 2016, ISBN 978-3-934868-38-0, S. 151–153.
- Michael Eissenhauer (Hrsg.): Gemäldegalerie. 200 Meisterwerke der Europäischen Malerei. Seemann, Leipzig 2019, ISBN 978-3-86502-413-8.